# Colibrí latzulita
El colibrí latzulita (Campylopterus falcatus) és una espècie d'ocell de la família dels troquílids (Trochilidae) que habita la selva humida, boscos i ciutats de les muntanyes del nord i est de Colòmbia, oest i centre de Veneçuela i est de l'Equador.